# Bromius obscurus
Bromius obscurus är en skalbaggsart som först beskrevs av Carl von Linné 1758.  Bromius obscurus ingår i släktet Bromius och familjen bladbaggar. Arten är reproducerande i Sverige. Inga underarter finns listade i Catalogue of Life.

## Bildgalleri

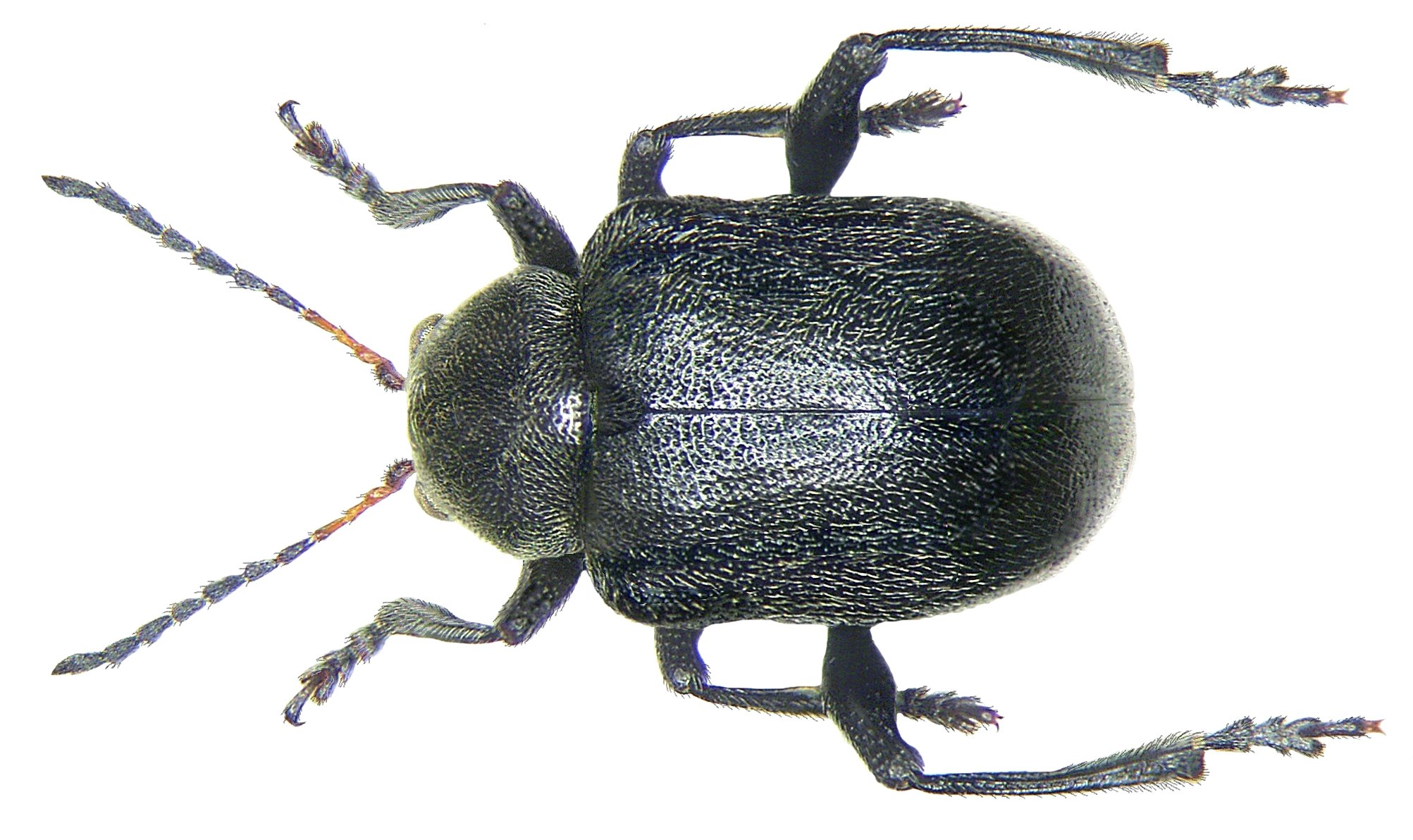
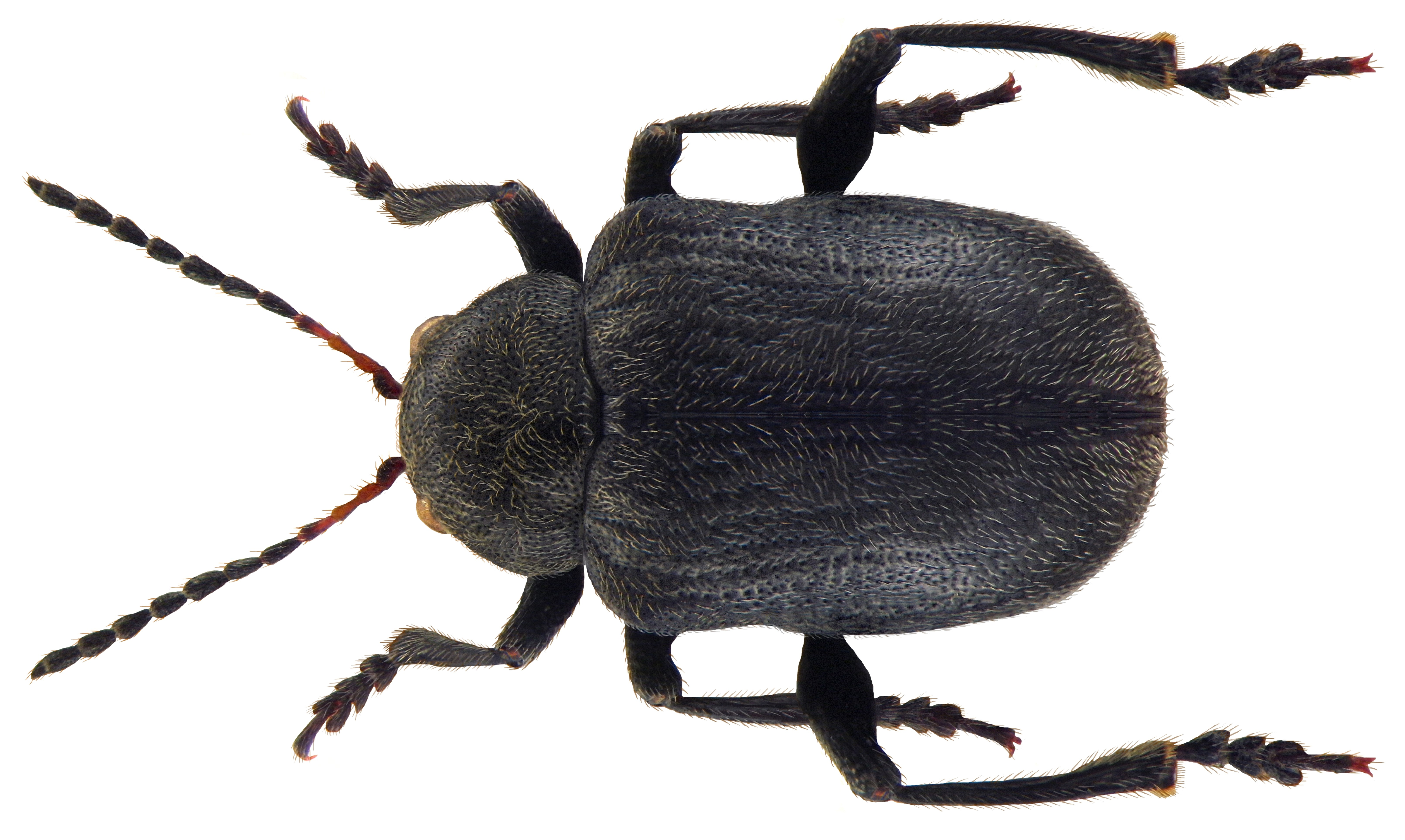
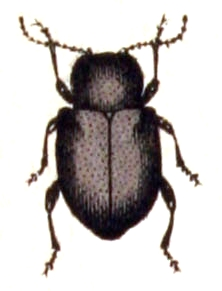